# 性ってなあに?
『性ってなあに? -親と子の性教育-』（せいってなあに おやとこのせいきょういく）は山本直英の監修・構成により製作された教材用ビデオ。1993年、ポニーキャニオンより発売、NHKソフトウェアより発行された。前編と後編に分けられ、（当時）前編が税込み4800円、後編が4800円であった。手引書つき。
発売当時はレンタルなどもされていたようだが、（2007年10月現在）所蔵されている視聴覚ライブラリーでは教職員のみに貸し出され、図書館でも館内閲覧のみで貸し出しが禁止されている。

## ストーリー
3人の少年少女がドクターヤマモトに、性に関するさまざまな質問をしていき、学んでいく。

## 声の出演
- ドクターヤマモト/上田敏也
- ゆたかくん/関俊彦
- ふつみちゃん/横田みはる
- とろろくん/鈴木明子

## その他のスタッフ
- 原画/木原千春（大月書店「性の絵本」より）
- 監督/宮崎一哉
- 脚本/清水専吉

## 前編の概要
- セックスってなあに
- 男と女　からだのちがい
- 月経ってなあに
- 射精ってなあに

## 後編の概要
- おとなの男と女
- 妊娠と出産
- エイズ
- チャイルドアビューズ
- ドクター・ヤマモトのなるほど相談室